# ملاآباد (نیک‌شهر)
ملاآباد، روستایی از توابع بخش مرکزی شهرستان نیک‌شهر در استان سیستان و بلوچستان ایران است.

## جمعیت
این روستا در دهستان چاهان قرار دارد و براساس سرشماری مرکز آمار ایران در سال ۱۳۹۵، جمعیت ان ۱۱۶ نفر (۲۲ خانوار) بوده‌است.